# キャンサー・バッツ
キャンサー・バッツ（Cancer Bats）は、カナダ出身のハードコア・バンド。

## 略歴
2004年、リアム・コーミアー(Vo)とスコット・ミドルトン(G)を中心に、トロントにて結成。
2005年、自主制作のEP「Cancer Bats」を発表、北米ツアーを開始。NORA、ALEXISONFIRE、IT DIES TODAY、THE BLEDなどのサポートを務める。
2006年、デビュー・アルバム『Birthing the Giant』をリリース。その年のカナダのインディ・アワードで「フェイバリット・ハードコア・バンド賞」を受賞。
2007年はデビュー・アルバムを携えてNOFXやSILVERS TEINと共にカナダ全土をツアー。それとともに、北米や英国、そしてオーストラリアでもリリースされる。
2008年、2ndアルバム『Hail Destroyer』をリリース。英メタルKERRANGの『KERRANG AWARD 2008 BEST ALBUM』、またカナダ版のグラミー賞であるジュノ・アワードにて最優秀新人賞にノミネートされる。
2009年、サマーソニック09にて初来日公演。
2010年、3rdアルバム『Bears, Mayors, Scraps & Bones』をリリース。同年9月、「Bullet For My Valentine」のサポートアクトとして来日公演。
2012年、4thアルバム『Dead Set on Living』をリリース。
2015年、5thアルバム『Searching for Zero』をリリース。初の単独来日公演。

## メンバー

### 現ラインナップ
- リアム・コーミアー Liam Cormier - ボーカル (2004- )
- スコット・ミドルトン Scott Middleton - ギター (2004- )
- ジェイ・R・シュワルツァー Jaye R. Schwarzer - ベース (2007- )
- マイク・ピータース Mike Peters - ドラムス (2005- )

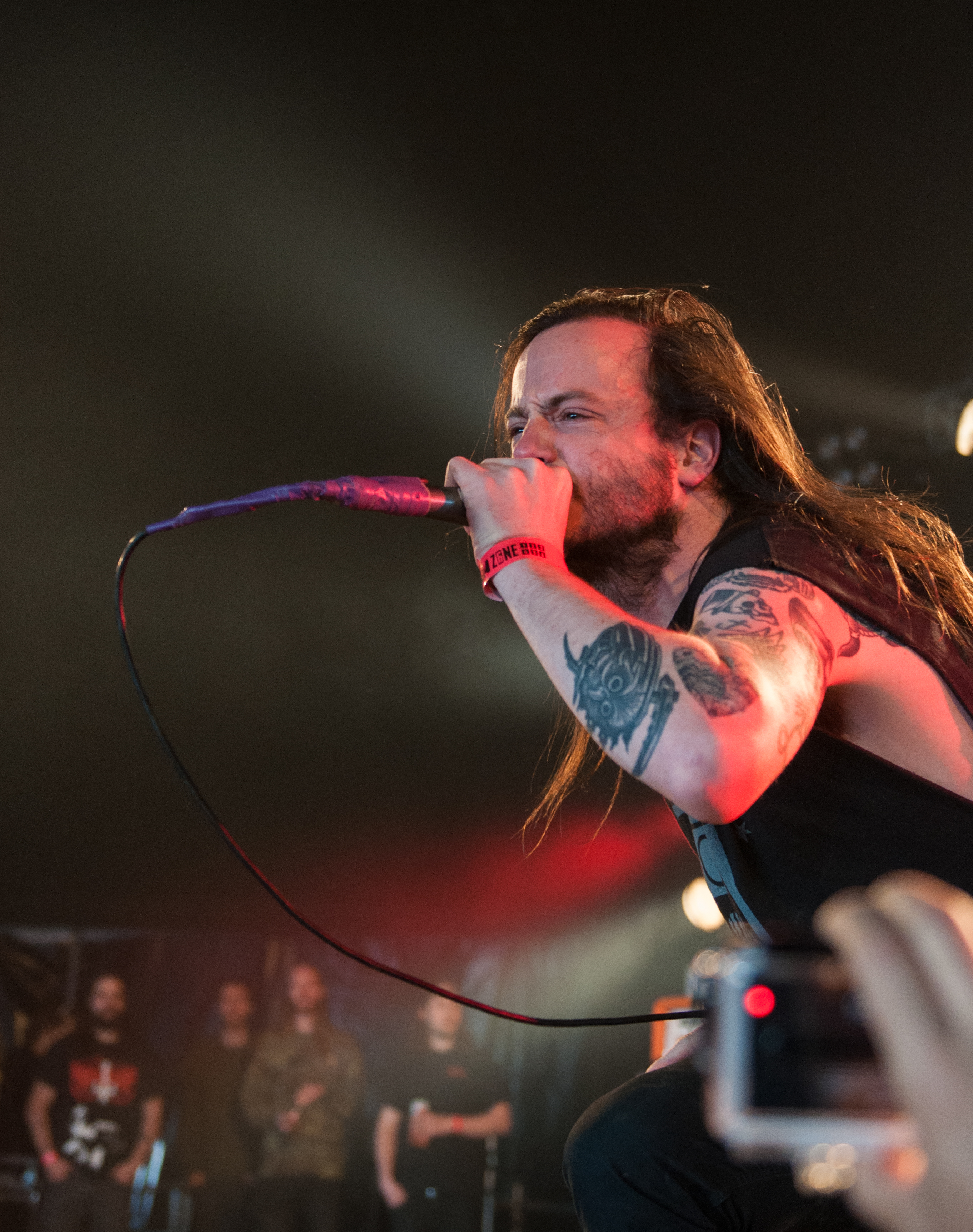
リアム・コーミアー(Vo) 2015年
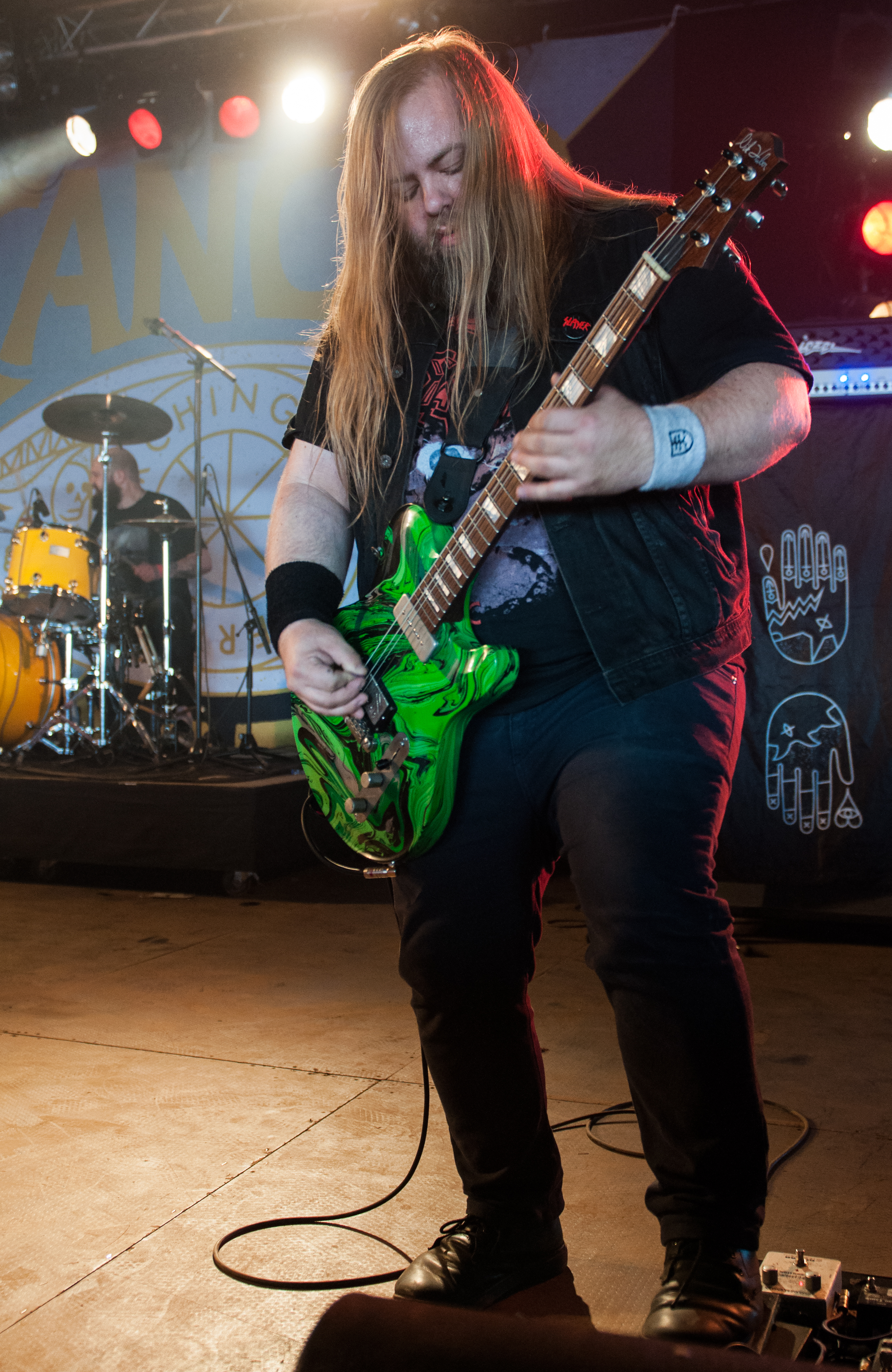
スコット・ミドルトン(G) 2015年
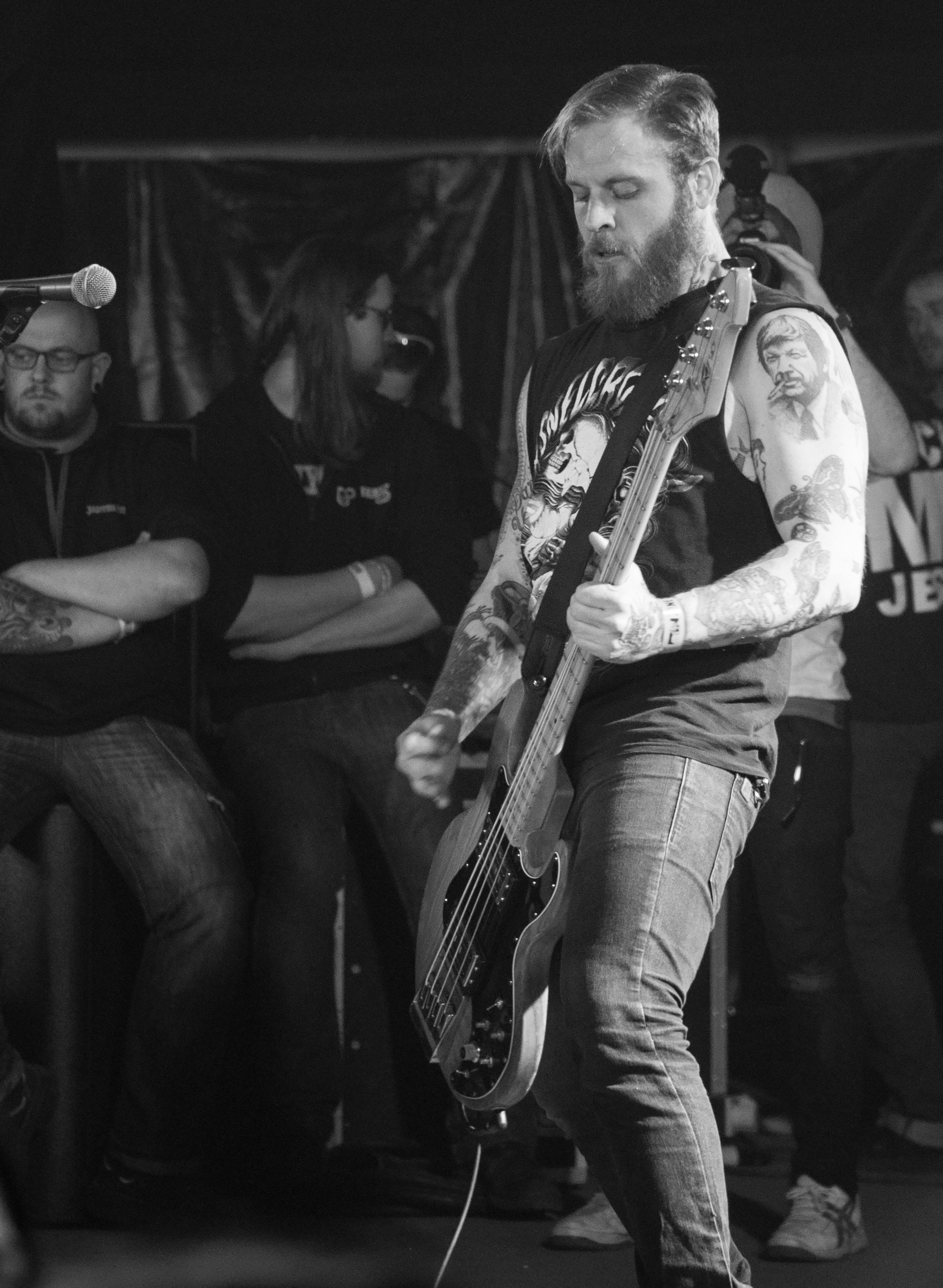
ジェイ・R・シュワルツァー(B) 2015年

### 旧メンバー
- ジョエル・バース Joel Bath - ドラム (2004-2005)
- アンドリュー・マクラッケン Andrew McCracken - ベース (2004-2006)
- ジェイソン・ベイリーズ Jason Bailey - ベース (2006-2007)

## ディスコグラフィー
アルバム
- Birthing the Giant (2006)
- Hail Destroyer (2008)
- Bears, Mayors, Scraps & Bones (2010)
- Dead Set on Living (2012)
- Searching for Zero (2015)

EP/シングル
- Cancer Bats (2005・EP)
- This Is Hell / Cancer Bats (2007・シングル)
- Cancer Bats / Rolo Tomassi (2009・シングル)
- Tour (2009・EP)
- Sabotage (2010・EP)